# Hugo Nyblom
Hugo Nathanael Nyblom, född 18 september 1885 i Spekeröds socken, död 25 februari 1973 i Ljungs församling, Göteborgs stift, var en svensk ingenjör och kommunalpolitiker.
Hugo Nyblom var son till kyrkoherden Lars Johan Nyblom. Efter läroverksstudier i Göteborg genomgick han ingenjör Jacobssons tekniska privatskola i Göteborg och Filipstads bergsskola 1906 samt var anställd 1907–1910 som ritare vid en av Uddeholmsbolagets anläggningar, Storfors rörverk i Storvik. Han var 1911–1912 verksam som biträdande hytt- och martiningenjör vid Nykroppa järnverk i Nykroppa, även det i Uddeholmsbolagets ägo, samt 1913–1915 som ingenjör för rördrageriet vid Storfors rörverk och 1916–1922 som förste driftsingenjör där. 1922–1946 hade Nyblom samma befattning vid Sandvikens jernverksaktiebolag i Sandviken, och från 1946 var han chefsingenjör för valsverks- och smidesavdelningen där. Nyblom var bland annat ordförande i Sandvikens högerförening 1934–1944 och var styrelseledamot i Gefleborgs högerförbund från 1934 samt kommunalt verksam i Sandviken. Han utgav Framställning av rör av smidberett järn (1934).